# ハナグマ属
ハナグマ属（ハナグマぞく、Nasua）は、食肉目アライグマ科に分類される属。雑食性で尾が細いのが特徴で木登りが得意。
アカハナグマは、ハナグマ属で最もよく知られている動物で一般的にハナグマと呼ばれる。

## 分布
北アメリカ南部と南アメリカに分布する。

## 形態
頭胴長（体長）43 - 66センチメートル、尾長42 - 68センチメートル、体重3 - 6キログラム。コスメル島の個体群はより小型。オスはメスよりも大型になる。
優れた嗅覚と細長く尖った鼻をもち、比較的大きな目と短い耳が特徴。手足には強力な爪がある。
体色は、黒色や茶色、赤色っぽいものまで様々な色がある。

## 分類
以下の現生種の分類と英名は、Wozencraft (2005) に従う。和名は、川田ら (2018) に従う。
- Nasua narica シロバナハナグマ White-nosed coati
- Nasua nasua アカハナグマ South American coati

属名やアカハナグマの種小名nasuaはラテン語で「鼻」の意があるnasusに由来し、「詮索好きな者」の意。ハナグマにはcoatiとcoatimundiの名があり、これは群れで生活するメス（coati）と単独性のオス（coatimundi）が別種と考えられていたことに由来する。
以前はコスメル島に分布する小型のハナグマ類をコスメルハナグマNasua nelsoniとして区別する説もあったが、Wozencraft (2005) ではシロバナハナグマ（ハナジロハナグマ）の亜種とされている。
高山帯に分布するヤマハナグマNasuella olivaceaは、ハナグマ属よりも小型な種として別属に分類されている。一方でミトコンドリアDNAの分子系統解析からほかのハナグマ類との交雑に由来すると考えられる遺伝子移入が認められることや、染色体の比較で識別できる差異がないことからハナグマ属に含める説もある。

## 生態
南米の中央部の森林、低地の草原地帯に棲息。また、アンデス山脈の標高2500mのところや海岸近くにも棲息しており様々な環境に適応する。
母親とその子孫からなる群れで暮らす。成獣のメスは群れに残るが、成獣のオスは独立し、単独で生活するようになる。昼行性だが、成獣のオスは夜間にも活動する。
雑食性で果物、無脊椎動物やトカゲなどの爬虫類、ネズミなどの小動物などを食べる。
食料を求めて尾を真っ直ぐに立たせ高速移動する。
妊娠期間は約74日。妊娠したメスは群れを離れて樹上に巣を作り、巣の中で2 - 7頭の幼獣を産む。生後5週間までは巣にとどまり、群れのほかのメス（ヘルパー）が幼獣の世話を手伝うこともある。その後母親は幼獣を連れてもとの群れに戻る。生後2年で性成熟する。